# 베리사인
베리사인(Verisign)은 미국 버지니아주 레스턴에 위치한 미국의 기업으로, 인터넷의 13개 루트 네임서버 중 2개를 포함한 다양한 네트워크 인프라스트럭처를 운영한다. .com, .net, .name 일반 최상위 도메인과 .cc, .tv 국가 코드 최상위 도메인, 그리고 .jobs, .gov, .edu 최상위 도메인을 위한 백엔드 시스템을 다루는 권위있는 등록 기관의 하나이다. 베리사인은 매니지드 DNS, DDoS 공격 완화, 사이버 위협 보고 등 일련의 보안 서비스도 제공한다.

## 역사
베리사인은 1995년 RSA 시큐리티 인증 서비스 사업의 스핀오프로서 설립되었다. 이 신생 기업은 RSA가 보유한 키 암호화 특허에 대한 라이선스(2000년 만기)와 시간 제한이 있는 미완성 동의를 받았다.